# Vương Thừa Vũ
Vương Thừa Vũ (21 tháng 12 năm 1910 – 10 tháng 9 năm 1980), tên thật là Nguyễn Văn Đồi, là một Trung tướng Quân đội nhân dân Việt Nam. Ông là chỉ huy trưởng mặt trận Hà Nội năm 1946 khi toàn quốc kháng chiến nổ ra và cũng là Đại đoàn trưởng kiêm Chính uỷ đầu tiên của Đại đoàn 308, đại đoàn chủ lực đầu tiên của Quân đội nhân dân Việt Nam (nay là Sư đoàn 308 Quân Tiên Phong, Quân đoàn 1).

## Thân thế
Vương Thừa Vũ tên thật là Nguyễn Văn Đồi, sinh ngày 21 tháng 12 năm 1910 tại làng Vĩnh Ninh, xã Vĩnh Quỳnh, huyện Thanh Trì, phủ Thường Tín, tỉnh Hà Đông nay thuộc huyện Thanh Trì, Thành phố Hà Nội. Thuở nhỏ, ông theo cha sang Vân Nam (Trung Quốc) sinh sống. Lớn lên, ông làm thợ hỏa xa tại Vân Nam.
Sau khi Nhật xâm chiếm Mãn Châu, ông đăng lính quân đội Trung Hoa Quốc dân đảng, sau đó được cử vào học tại Trường Quân sự Hoàng Phố (Trung Quốc) năm 1937. Tại đây, ông đã có những cuộc tiếp xúc đầu tiên và dần có cảm tình với những người Cộng sản Việt Nam như Nguyễn Ái Quốc, Lê Thiết Hùng, Nguyễn Sơn...
Năm 1940, do cuộc thanh trừng của Trung Hoa Quốc dân đảng đối với những người Cộng sản, ông trốn về nước tổ chức hoạt động cách mạng. Tuy nhiên, năm 1941, ông bị thực dân Pháp bắt giam và năm 1942 bị đày tại trại giam Bá Vân (Thái Nguyên). Tại đây, ông được những người tù Cộng sản vận động và tham gia công tác binh vận, phụ trách huấn luyện quân sự trong tù. Ông trở thành đảng viên Đảng Cộng sản Đông Dương năm 1943.
Ngày 9 tháng 3 năm 1945, Nhật đảo chính Pháp tại Đông Dương. Khi đó, ông đang bị giam tại Nghĩa Lộ (Yên Bái), cùng các bạn tù phá ngục, sau đó dự định tổ chức bạo động giành chính quyền ở Nghĩa Lộ nhưng không thành. Vì thế, ông về Bắc Ninh gây dựng cơ sở cách mạng, huấn luyện quân sự ở Chiến khu II.

## Sự nghiệp

### Từ Tư lệnh Mặt trận Hà Nội đến vị Đại đoàn trưởng đầu tiên
Khi Việt Minh giành chính quyền, ông được giao nhiệm vụ tiếp quản, phụ trách tổ chức và chỉ huy lực lượng Bảo an binh Hà Nội. Khi quân Pháp gây hấn tại Hà Nội, ông được cử giữ chức Khu trưởng Khu XI Hà Nội, sau đó đổi thành chỉ huy quân sự Khu II bảo vệ Hà Nội, Liên khu phó Liên Khu 1. Dự kiến quân Pháp sẽ nổ súng, Bộ Tư lệnh Quân đội Quốc gia Việt Nam đã chỉ định ông làm Tư lệnh Mặt trận Hà Nội, chỉ huy việc phòng thủ và tấn công quân Pháp tại Hà Nội, nhằm mục đích kéo dài có lợi, sau đó rút lui bảo toàn lực lượng. Ông đã hoàn thành xuất sắc nhiệm vụ, khi đã cầm chân được quân Pháp tại nội đô Hà Nội trong 2 tháng.
Sau khi rút khỏi Hà Nội, ông được điều động về làm Khu bộ phó Khu IV, dưới quyền Thiếu tướng Lê Thiết Hùng, sau đó là Nguyễn Sơn. Cuối năm 1947, ông được giao nhiệm vụ làm Phân khu trưởng Phân khu Bình Trị Thiên. Năm 1948, ông được phong quân hàm Đại tá trong đợt phong hàm chính thức đầu tiên của Việt Nam.
Ngày 28 tháng 8 năm 1949, Bộ Tổng tư lệnh Quân đội Quốc gia Việt Nam thành lập Đại đoàn chủ lực đầu tiên mang phiên hiệu Đại đoàn 308. Ông được cử làm Đại đoàn trưởng kiêm Chính uỷ Đại đoàn (đến năm 1951, Song Hào thay ông làm Chính ủy). Từ đó, ông cùng Đại đoàn tham gia nhiều chiến dịch lớn như:
1. Sông Lô (tháng 5 năm 1949)
2. Đường số 4 (tháng 10 năm 1949)
3. Biên giới (tháng 10 năm 1950)
4. Trung du (tháng 12 năm 1950)
5. Đông Bắc (tháng 2 năm 1951)
6. Hà Nam Ninh (tháng 5 năm 1951)
7. Hòa Bình (tháng 10 năm 1951)
8. Tây Bắc (tháng 10 năm 1952)
9. Thượng Lào (tháng 1 năm 1953),
10. Điện Biên Phủ (tháng 3 năm 1954)

Sau chiến dịch Điện Biên Phủ, ông tiếp tục chỉ huy Đại đoàn 308 tấn công tiêu diệt các đơn vị Pháp tại Bắc Giang, Phả Lại (tháng 7 năm 1954).
Ngày 28 tháng 9 năm 1954, ông được thăng hàm thiếu tướng và được cử làm Chủ tịch Uỷ ban Quân chính Hà Nội (tháng 10 năm 1954), cùng Đại đoàn 308 về tiếp quản Hà Nội.

### Tiếp tục con đường binh nghiệp
Sau khi tiếp quản miền Bắc, ông tham gia quá trình tổ chức hiện đại hóa quân đội. Đại đoàn 308 được tổ chức lại thành Sư đoàn. Từ năm 1956 đến 1963, ông được cử làm Tư lệnh Quân khu Hữu ngạn. Năm 1964, ông được cử làm Phó Tổng Tham mưu trưởng Quân đội nhân dân Việt Nam và giữ chức vụ này đến khi mất vào năm 1980. Ngoài ra ông còn kiêm chức giám đốc Học viện Quân sự (1964), Tư lệnh Quân khu 4, Quân đội nhân dân Việt Nam (1971).
Vương Thừa Vũ được phong quân hàm Đại tá năm 1948, Thiếu tướng năm 1954 và Trung tướng năm 1974; được nhà nước Việt Nam trao tặng Huân chương Hồ Chí Minh; Huân chương Quân công hạng Nhất, hạng Ba; Huân chương Chiến thắng hạng Nhất,... Ông cũng là tác giả hồi ký "Trưởng thành trong chiến đấu" – Nhà xuất bản Hà Nội, 2006 và một số tác phẩm quân sự.
Vương Thừa Vũ qua đời vào ngày 10 tháng 9 năm 1980 và được an táng tại Nghĩa trang Mai Dịch, Hà Nội. Ngày nay, tại Hà Nội, Đà Nẵng, Quảng Bình đều có những đường phố mang tên ông.

## Lịch sử thụ phong quân hàm
| Quân hàm |        |             |             |  |  |  |  |  |  |  |  |
| Cấp bậc  | Đại tá | Thiếu tướng | Trung tướng |  |  |  |  |  |  |  |  |
|          |        |             |             |  |  |  |  |  |  |  |  |